# Bambou (chanson)
Pour les articles homonymes, voir Bambou (homonymie).
Singles de Alain Chamfort
Palais Royal
(1980) Paradis
(1981)
Bambou est une chanson écrite par Serge Gainsbourg, composée et interprétée par Alain Chamfort. Elle paraît dans l'album Amour année zéro en 1981 dont elle est le premier extrait à paraître en single. Cette chanson est inspirée par la compagne de Gainsbourg, Caroline Paulus, dite « Bambou ».

## Contexte et paroles
Bambou est enregistrée à Los Angeles, tout comme l'album dont elle est extraite. Elle marque les retrouvailles entre Gainsbourg et Chamfort à la suite du succès de Manureva en 1979. De nombreux titres de l'album sont d'ailleurs le fruit de la collaboration entre les deux artistes : Chasseur d'ivoire, Amour, année zéro, Malaise en Malaisie, etc.

## Ventes
Bambou est le titre le plus connu de l'album et l'un des plus grands succès d'Alain Chamfort en single avec des ventes à plus de 200 000 exemplaires en France.

## Classements
| Classement (1981)   | Meilleure position |
| ------------------- | ------------------ |
| Europe (Europarade) | 22                 |
| France (IFOP)       | 15                 |
| Québec (ADISQ)      | 26                 |

| Classement (2012)               | Meilleure position |
| ------------------------------- | ------------------ |
| Belgique (Wallonie Ultratip 50) | 23                 |

| Classement (2016) | Meilleure position |
| ----------------- | ------------------ |
| France (SNEP)     | 128                |

| Classement (1981) | Position |
| ----------------- | -------- |
| France (SNEP)     | 74       |

## Utilisations au cinéma
- La chanson est utilisée brièvement dans Bambou, réalisé par Didier Bourdon en 2009.
- Elle figure également dans deux scènes du film Gemma Bovery, réalisé par Anne Fontaine en 2014.

## Reprises
- Bambou sera reprise par la chanteuse Jenifer à l'occasion de la sortie de l'album Paroles de femmes (album commercialisé le 7 mars 2011 en l'honneur de la semaine de la femme).
- Chamfort reprend la chanson avec Camélia Jordana en 2012 pour son album Elles et Lui (album dans lequel le chanteur reprend ses plus grands succès en duo avec des chanteuses).